# Mecanisme de Brout-Englert-Higgs
El mecanisme de Brout-Englert-Higgs, ideat per Peter Higgs, és el model més simple de teoria de gauge amb ruptura espontània de la simetria.

## Explicació no tècnica
El mecanisme de Higgs és la teoria més simple que explica l'origen de la massa de la resta de partícules subatòmiques. El procediment pel qual es generaria la massa de les partícules es podria entendre de la manera següent: suposem que, d'una habitació, retirem tots els elements que hi ha. Retirem els objectes que hi ha, retirem l'aire que conté, tanquem el llum i evitem que penetri cap mena de radiació externa. D'aquesta manera tindrem el que anomenem buit. Aquest buit, seguint aquesta teoria, no estaria tan buit com pensem, sinó que estaria ple d'una substància invisible que anomenem camp de Higgs. Aquest camp ho ompliria tot i actuaria com un oceà en el qual es banyen la resta de partícules. Cada una de les diferents partícules subatòmiques interaccionaria d'una manera concreta amb aquest camp de Higgs, de manera que aquest últim actuaria com una força de fregament al pas de les partícules. Aquesta resistència que experimenta la partícula donaria lloc a la seva massa concreta. Les partícules poden ser molt massives (com el quark top), de manera que la interacció amb aquest camp és intens i n'hi ha d'altres (com el fotó) que no tenen massa, resultat d'una nul·la interacció d'aquesta partícula amb el camp de Higgs. Un exemple més visual: imaginem que el vestíbul d'un hotel és ple de periodistes esperant l'arribada d'algun personatge. Cada periodista representaria un bosó de Higgs individual mentre que el conjunt que omple la sala representaria el camp de Higgs. Imaginem ara que apareix un personatge molt cèlebre i vol travessar el vestíbul per poder accedir a la seva habitació. Aquest personatge representaria una partícula molt massiva. L'efecte immediat seria que els periodistes (bosons de Higgs) s'agruparien al voltant del personatge impedint el seu avenç còmode pel vestíbul i trobant una certa resistència. En canvi, ara imaginem que qui vol travessar el vestíbul és un personatge totalment desconegut. A diferència del personatge cèlebre, podria travessar la sala sense cap impediment per part dels periodistes i podria arribar a la seva habitació sense cap resistència. Aquest personatge representaria una partícula sense massa, invisible al camp de Higgs.

## Formulació del mecanisme de Higgs

### Exemple abelià
Per explicar el mecanisme de Higgs de generació de massa, apliquem-ho primer al grup abelià de gauge {\displaystyle \;U(1)} i després farem l'extensió al grup no abelià de les interaccions electrofebles {\displaystyle SU(2)_{L}\otimes U(1)_{Y}}.
Considerem el lagrangià {\displaystyle {\mathcal {L}}} d'un camp escalar complex {\displaystyle \;\phi }
{\displaystyle {\mathcal {L}}=|D_{\mu }\phi |^{2}-V(\phi )},
Amb un potencial {\displaystyle V(\phi )\;} definit per:
{\displaystyle V(\phi )=\mu ^{2}\phi ^{\ast }\phi +\lambda (\phi ^{\ast }\phi )^{2}},
Descomponem el camp escalar en dos: {\displaystyle \phi \equiv \phi _{1}+i\phi _{2}}. Amb {\displaystyle \mu ^{2}>0\;} l'únic valor esperat del buit és {\displaystyle \langle \phi \rangle }. Si pertorbem al voltant d'aquest buit, el lagrangià simplement se separa en dos camps escalars amb la mateixa massa. Llavors, la simetria del lagrangià es preserva.
Això no obstant, quan {\displaystyle \;\mu ^{2}<0} el camp {\displaystyle \;\phi } adquireix un valor esperat al buit i la simetria global {\displaystyle U(1)\;} es trencarà espontàniament (vegeu Trencament espontani de simetria). Aquesta ruptura de la simetria introduirà, com veurem, bosons de Goldstone sense massa. Per a veure com es trenca la simetria, hem de minimitzar el potencial del lagrangià i pertorbar el camp al voltant del mínim per veure com es comporta. El potencial {\displaystyle \;V(\phi )} amb la separació dels camps esdevé:
{\displaystyle V(\phi )=\mu ^{2}(\phi _{1}^{2}+\phi _{2}^{2})+\lambda (\phi _{1}^{2}+\phi _{2}^{2})^{2}},
en què la minimització respecte {\displaystyle \phi ^{\ast }\phi } es troba en el valor:
{\displaystyle \phi _{1}^{2}+\phi _{2}^{2}=-{\frac {\mu ^{2}}{2\lambda }}}
o, cosa que és el mateix, aquest resultat representa el conjunt de tots els mínims equivalents de radi {\displaystyle {\sqrt {-\mu ^{2}/(2\lambda )}}}, recordant sempre que {\displaystyle \mu ^{2}<0}. El quàntum de Higgs apareix quan escollim un determinat mínim de tot el conjunt. En el moment en què escollim un resultat determinat estem trencant la simetria. Aquest fet és el que anomenem ruptura espontània de la simetria. En aquest sentit, podem escollir per exemple:
{\displaystyle \phi _{1}={\sqrt {-\mu ^{2}/(2\lambda )}},\;\;\;\;\phi _{2}=0}
Per veure el comportament al voltant del mínim, parametritzem una certa pertorbació seguint:
{\displaystyle \phi _{1}\equiv {\frac {\eta }{\sqrt {2}}}+{\frac {v}{\sqrt {2}}},\;\;\;\;\phi _{2}\equiv {\frac {\xi }{\sqrt {2}}}},
en què {\displaystyle v^{2}=-{\frac {\mu ^{2}}{\lambda }}}, de manera que el camp escalar total pertorbat és {\displaystyle \phi =(v+\eta +i\xi )/{\sqrt {2}}} en què {\displaystyle \eta } i {\displaystyle \xi } són camps reals. En termes d'aquests nous camps podem reescriure el lagrangià com:
{\displaystyle {\mathcal {L}}=\left[{\frac {1}{2}}(\partial ^{\mu })(\partial _{\mu }\eta )-{\frac {\mu ^{2}}{2}}\eta ^{2}\right]+{\frac {1}{2}}(\partial ^{\mu }\xi )(\partial _{\mu }\xi )-{\frac {\lambda }{2}}\left[(v+\eta )^{2}+\xi ^{2}\right]^{2}-\mu ^{2}v\eta -{\frac {\mu ^{2}}{2}}\xi ^{2}-{\frac {1}{2}}\mu ^{2}v^{2}}.
El primer i segon termes descriuen dues partícules escalars, la primera {\displaystyle \;\eta } amb una massa {\displaystyle m_{\eta }^{2}=-\mu ^{2}>0} mentre que la segona, {\displaystyle \;\xi } té una massa nul·la i, d'aquí, que aquest esdevingui un bosó de Goldstone. Recordem que els bosons de Goldstone apareixen com a partícules sense massa sempre que es trenca una simetria determinada. De fet, es generen tants bosons com generadors de la simetria que s'han trencat. En el cas de {\displaystyle \;U(1)} només es trenca un ({\displaystyle \;U(1)} es genera mitjançant un únic generador), el corresponent a {\displaystyle \;\xi }. Encara que al lagrangià aparegui el terme de massa per {\displaystyle \;\xi } aquest s'anul·la amb el terme quadràtic que apareix en el tercer terme si fem el desenvolupament del quadrat.
Veiem ara com es manifesta la ruptura espontània de simetria en presència d'un camp gauge {\displaystyle \;U(1)}. Per veure-ho, fem invariant sota {\displaystyle \;U(1)} el lagrangià inicial.
De la transformació de fase local de {\displaystyle \;U(1)}
{\displaystyle \phi (x)\rightarrow e^{i\alpha (x)}\phi (x)}
cal la introducció d'un camp gauge {\displaystyle \;{\mathcal {A}}_{\mu }} que sota {\displaystyle \;U(1)} es transforma seguint
{\displaystyle {\mathcal {A}}_{\mu }(x)\rightarrow {\mathcal {A}}_{\mu }(x)-{\frac {1}{e}}\partial _{\mu }\alpha (x)}.
i reemplaçant les derivades per derivades covariants de la forma:
{\displaystyle D_{\mu }=\partial _{\mu }+ie{\mathcal {A}}_{\mu }},
en què {\displaystyle \;q} és la càrrega conservada per la simetria; aconseguim que el lagrangià sigui invariant sota transformacions {\displaystyle \;U(1)}. Si introduïm aquest camp de gauge, ens apareix un terme cinètic corresponent al nou camp {\displaystyle -{\frac {1}{4}}F^{\mu \nu }F_{\mu \nu }} en què {\displaystyle F_{\mu \nu }\equiv \partial _{\nu }{\mathcal {A}}_{\mu }-\partial _{\mu }{\mathcal {A}}_{\nu }}. Tots aquests nous termes introduïts al lagrangià pertorbat que hem trobat anteriorment resulta:
{\displaystyle {\mathcal {L}}=\left[{\frac {1}{2}}(\partial ^{\mu }\eta )(\partial _{\mu }\eta )-{\frac {\mu ^{2}}{2}}\eta ^{2}\right]+{\frac {1}{2}}(\partial ^{\mu }\xi )(\partial _{\mu }\xi )+{\frac {1}{2}}q^{2}v^{2}{\mathcal {A}}^{\mu }{\mathcal {A}}_{\mu }+vq^{2}{\mathcal {A}}\mu \eta +{\frac {q^{2}}{2}}{\mathcal {A}}^{\mu }{\mathcal {A}}_{\mu }\eta ^{2}+q(\partial ^{\mu }\xi ){\mathcal {A}}_{\mu }(v+\eta )}
{\displaystyle -q(\partial ^{\mu }\eta ){\mathcal {A}}_{\mu }\xi -{\frac {\lambda }{2}}\left[(v+\eta )^{2}+\xi ^{2}\right]^{2}-\mu ^{2}v\eta -{\frac {\mu ^{2}}{2}}\xi ^{2}-{\frac {1}{2}}\mu ^{2}v^{2}}.
En què, com abans, els tres primers termes descriuen la partícula escalar {\displaystyle \;\eta }, el bosó de Goldstone {\displaystyle \;\xi }. El quart terme descriu el camp gauge seguit dels seus acoblaments a la resta de partícules. Podem veure que aquest camp de gauge té associat una partícula de massa:
{\displaystyle m_{\mathcal {A}}=qv}
del qual veiem que el bosó de gauge ha adquirit una massa que depèn del valor esperat del camp de Higgs.
Transformant el camp de gauge {\displaystyle {\mathcal {A}}} mitjançant la transformació gauge:
{\displaystyle {\mathcal {A}}_{\mu }\rightarrow {\mathcal {A}}'_{\mu }={\mathcal {A}}_{\mu }+{\frac {1}{qv}}\partial _{\mu }\xi }
el lagrangià se simplifica i arribem a:
{\displaystyle {\mathcal {L}}=\left[{\frac {1}{2}}(\partial ^{\mu }\eta )(\partial _{\mu }\eta )-{\frac {1}{2}}\mu ^{2}\eta ^{2}\right]-{\frac {1}{4}}F^{\mu \nu }F_{\mu \nu }+{\frac {q^{2}v^{2}}{2}}{\mathcal {A}}'^{\mu }{\mathcal {A}}'_{\mu }+\cdots }.
La interpretació de la darrera expressió és que el bosó de Goldstone {\displaystyle \;\xi }, que ha aparegut de la ruptura de {\displaystyle \;U(1)} ha estat absorbit pel camp gauge {\displaystyle {\mathcal {A}}_{\mu }}, amb l'aparició de massa per aquest bosó gauge. Una altra manera d'entendre-ho és que, mentre que els bosons de gauge sense massa només tenen dos graus de llibertat (polaritzacions), un bosó gauge massiu ha de tenir-ne tres. En el mecanisme de Higgs, el bosó de Goldstone té la funció de suplir aquest grau de llibertat.
Un cop vistes les implicacions que suposa la ruptura espontània de la simetria en el cas més simple, passem a tractar el lagrangià de la interacció electrofeble.

### Exemples no abelians
En aquesta secció, aplicarem el mecanisme de Higgs de manera similar al que s'ha introduït anteriorment, però aplicat al grup no abelià electrofeble {\displaystyle SU(2)_{L}\otimes U(1)_{Y}}. Introduïm primerament la notació requerida.
Considerem el doblet isoespín feble esquerre:
{\displaystyle L=\left({\begin{array}{c}\nu \\e\end{array}}\right)_{L}}
on recordem que els estats d'helicitats estan definits mitjançant els projectors d'helicitat esquerra {\displaystyle {\frac {1}{2}}(1-\gamma _{5})}
{\displaystyle \nu _{L}={\frac {1}{2}}(1-\gamma _{5})\nu \;\;\;e_{L}={\frac {1}{2}}(1-\gamma _{5})e}
en què {\displaystyle \;\nu } i {\displaystyle \;e} són les solucions de l'equació de Dirac lliure.
En el model estàndard, considerem que els neutrins tenen massa nul·la i que no existeix el corresponent component dret, és a dir:
{\displaystyle \nu _{R}={\frac {1}{2}}(1+\gamma _{5})\nu =0}
i llavors, l'electró dret {\displaystyle e_{R}} conforma un singlet feble d'isoespín:
{\displaystyle R=e_{R}={\frac {1}{2}}(1+\gamma _{5})e}
El lagrangià {\displaystyle {\mathcal {L}}} inicial, el podem escriure com la suma de dues contribucions, la deguda als camps gauge i la deguda als leptons:
{\displaystyle {\mathcal {L}}={\mathcal {L}}_{\text{gauge}}+{\mathcal {L}}_{\text{leptons}}}
{\displaystyle {\mathcal {L}}_{\text{gauge}}=-{\frac {1}{4}}F_{\mu \nu }^{a}F^{a\mu \nu }-{\frac {1}{4}}f_{\mu \nu }f^{\mu \nu }}
{\displaystyle {\mathcal {L}}_{\text{leptons}}={\bar {R}}\left(\partial _{\mu }+i{\frac {g'}{2}}{\mathcal {A}}_{\mu }Y\right)R+{\bar {L}}i\gamma ^{\mu }\left(\partial _{\mu }+i{\frac {g'}{2}}{\mathcal {A}}_{\mu }Y+i{\frac {g}{2}}\tau \cdot \mathbf {B} _{\mu }\right)L}.
en què els tensors {\displaystyle \;F_{\mu \nu }} i {\displaystyle \;f_{\mu \nu }} s'han definit anteriorment. La constant d'acoblament associada al grup d'hipercàrrega {\displaystyle U(1)_{Y}} és {\displaystyle \;g'/2} i {\displaystyle \;g/2}; és la constant d'acoblament del grup isoespín feble {\displaystyle \;SU(2)_{L}}.
El camp de Higgs és ara un doblet complex de {\displaystyle \;SU(2)_{L}}:
{\displaystyle \phi =\left({\begin{array}{c}\phi ^{+}\\\phi ^{0}\end{array}}\right)}
amb {\displaystyle \;\phi ^{+}} i {\displaystyle \;\phi ^{0}} camps escalars. Hem d'afegir el lagrangià propi del sector de Higgs:
{\displaystyle {\mathcal {L}}_{\text{Higgs}}=(D_{\mu }\phi )^{\ast }(D^{\mu }\phi )-V(\phi ^{\ast }\phi )}
amb el potencial de Higgs donat de manera anàloga al cas abelià:
{\displaystyle V(\phi ^{\ast }\phi )=\mu ^{2}(\phi ^{\ast }\phi )+\lambda (\phi ^{\ast }\phi )^{2}}
amb {\displaystyle \;\lambda >0}.
{\displaystyle {\mathcal {L}}_{\text{Yukawa}}=-G_{e}\left[{\bar {R}}\phi ^{\ast }L+{\bar {L}}\phi R\right]}
{\displaystyle {\frac {\partial }{\partial (\phi ^{\ast }\phi )}}V(\phi ^{\ast }\phi )=\mu ^{2}+2\lambda \langle \phi \rangle _{0}=\mu ^{2}+2\lambda \left[(\phi _{\text{vac}}^{+})^{2}+(\phi _{\text{vac}}^{0})^{2}\right]=0}
{\displaystyle \langle \phi \rangle _{0}=\left({\begin{array}{c}0\\v/{\sqrt {2}}\end{array}}\right)}

## Recerca al LHC i resultats
El 4 de juliol de 2012, es va presentar una actualització de les dades recollides en ATLAS i CMS i la posterior anàlisi que mostraven un excés clar d'esdeveniments al voltant d'una massa de 125GeV amb una desviació de 5.0{\displaystyle \sigma } per ATLAS i 4.9{\displaystyle \sigma } en CMS. Es va declarar, llavors, el descobriment d'una nova partícula amb característiques que encaixarien perfectament amb el bosó de Higgs. Es necessita acumular un nombre més gran de dades per tal de determinar les propietats concretes d'aquesta nova partícula i confirmar si finalment correspon al bosó de Higgs del model estàndard, o correspon a alguna de les seves varietats més complexes.